# Castianeira flavimaculata
Castianeira flavimaculata is een spinnensoort uit de familie van de loopspinnen (Corinnidae).
De wetenschappelijke naam van de soort werd in 1985 gepubliceerd door Hu, Da-Xiang Song & Zheng.